# Clémont
Clémont é uma comuna francesa na região administrativa do Centro, no departamento Cher. Estende-se por uma área de 48,54 km². Em 2010 a comuna tinha 724 habitantes (densidade: 14,9 hab./km²).